# Filócrates
Filócrates (en griego: Φιλοκράτης, Philokrátes) fue un político ateniense de la facción de Eubulo, activo en los años 340 a. C., conocido sobre todo por la paz homónima —Paz de Filócrates— que firmó con Filipo II de Macedonia. Como orador fue enemigo de Demóstenes y aliado de Esquines.

## Biografía
Cuando Filipo II devastó la ciudad de Olinto, en el año 348 a. C., capturó entre los habitantes algunos ciudadanos atenienses. Los amigos de algunos de ellos reclamaban que fuese enviado un embajador para negociar su rescate y esta petición fue apoyada por Filócrates y Demóstenes. Filócrates también presentó una moción, aprobada por unanimidad, que permitió a Filipo enviar un heraldo y embajadores a Atenas para negociar la paz con la ciudad. Por este motivo Filócrates fue acusado por Licino de haber promulgado un decreto ilegal, pero fue defendido por Demóstenes, y fue absuelto.
En 346 a. C., propuso un decreto para elegir diez delegados que negociasen con Filipo y estipularan la paz y una alianza, delegación en la que también se encontraban Esquines y Demóstenes. Esquines afirma tendenciosamente que Demóstenes fue incluido en la lista de embajadores a propuesta del propio Filócrates. La embajada debía conseguir que el rey macedonio enviase embajadores plenipotenciarios a Atenas para negociar la paz.
Ese mismo año, cuando los embajadores macedonios viajaron a Atenas, Filócrates propuso conceder a Filipo todo lo que quería y excluir explícitamente del tratado a los focidios, a la ciudad de Halo y a Cersobleptes, rey de los tracios odrisios. Ante la oposición a esta propuesta, por parte de Demóstenes y Esquines, Filócrates se vio obligado a abandonarla. Por su parte, Demóstenes advirtió al pueblo ateniense de las malas intenciones que Filipo albergaba hacia los focidios. Sin embargo, Filócrates se unió a Esquines para convencer al pueblo de que no creyera a Demóstenes.